# Енбек (Тюлькубасский район)
Енбек (каз. Еңбек, до 1999 г. — Шуулдак) — село в Тюлькубасском районе Туркестанской области Казахстана. Входит в состав Машатского сельского округа. Код КАТО — 516053200.

## Население
В 1999 году население села составляло 731 человек (372 мужчины и 359 женщин). По данным переписи 2009 года, в селе проживал 821 человек (404 мужчины и 417 женщин).